# منطقة شبكية
منطقة الشبكية من قشرة الغدة الكظرية هي الطبقة الدنيا من الثلاث طبقات التي تتكون منهم القشرة، وتقع أسفل المنطقة الحزمية (Zona fasciculata)، وتتراص الخلايا في تلك الطبقة في عدة اتجاهات لتعطي في النهاية شكل الشبكة ومن هنا جاء اسمها.

## وظيفتها
تفرز خلايا تلك الطبقة الأندروجينات ومنهم: dehydroepiandrosterone وandrostenedione من الكوليسترول، ويطلقا بالدم ليتم استخدامهما كسلف للتستوستيرون والإستروجين واللذان يتم إفراهما من الخصيتان والمبيضان تباعاً.

## تنظيم الإفراز
ينظم هرمون ACTH والذي تفرزه الغدة النخامية جزئياً إفراز تلك الأندروجينات من قشرة الغدة الكظرية باللإضافة لهرمون CRH.